# Залесе (гміна Задзім)
Залесе (пол. Zalesie) — село в Польщі, у гміні Задзім Поддембицького повіту Лодзинського воєводства.
Населення — 98 осіб (2011).
У 1975-1998 роках село належало до Серадзького воєводства.

## Демографія
Демографічна структура станом на 31 березня 2011 року:
|          | Загалом | Допрацездатний вік | Працездатний вік | Постпрацездатний вік |
| -------- | ------- | ------------------ | ---------------- | -------------------- |
| Чоловіки | 51      | 16                 | 30               | 5                    |
| Жінки    | 47      | 13                 | 24               | 10                   |
| Разом    | 98      | 29                 | 54               | 15                   |